# Вињали (Ена)
Вињали је насеље у Италији у округу Ена, региону Сицилија.
Према процени из 2011. у насељу је живело 101 становника. Насеље се налази на надморској висини од 578 м.